# لودفيغ أندرسن
لودفيغ أندرسن (بالدنماركية: Ludvig Andersen)‏ هو مهندس معماري دنماركي، ولد في 1861، وتوفي في 1927.